# Elect the Dead
Elect the Dead är System of a Down-sångaren Serj Tankians debutalbum som soloartist. Albumet släpptes officiellt den 22 oktober 2007, men redan den 18 oktober samma år hade albumet läckt ut på internet. Albumet gick under arbetsnamnet The Flying Cunts of Chaos, men denna titel ändrades innan lanseringsdagen. På albumet spelade Tankian själv de flesta av instrumenten, men till sin hjälp hade han bland annat trumslagaren John Dolmayan (från System of a Down och Scars on Broadway) och hans eget kompband The F.C.C.. Framsidan på Special Edition-utgåvan av albumet innehåller en omgjord version av Horusögat.
På frågan vad Tankian vill ge för budskap med albumet svarar han följande:
| ”              | Jag antar att om där har varit en tanke som har varit återkommande och som jag har tänkt på en del under de senaste åren så är det tanken om vad civilisation betyder för mig. Resurserna som vi har, som en civilisation på denna planet, minskar drastiskt samtidigt som befolkningen ökar, vilket ger oss två omvända grafer som går åt motsatta håll... Jag tror inte att detta är hållbart. Civilisationen i sig är inte hållbar. Så jag antar att mitt meddelande, om där finns något sådant, är att civilisationen är över. Mänskligheten behöver bestämma sig för vad som ska göras härnäst; hur vi ska leva tillsammans och hur vi ska vara kapabla att överleva tillsammans. | „ |
| – Serj Tankian | |   |

Musikvideor har släppts till alla låtar på albumet, där varje video är gjord av olika regissörer. Tankian förklarade detta med följande ord: "Jag frågade regissörerna om deras individuella visuella tolkningar av mitt alster. De blev instruerade att de inte behövde pitcha idén och att de fick fria händer att göra vad de ville. Resultaten är helt överväldigande!".
Låten "Beethoven's C***" är nedladdningsbar till spelet Rock Band och låten "Lie Lie Lie" var öppningslåten till programmet Fear Itself, som sändes på NBC under 2008-2009. Låten "Praise the Lord and Pass the Ammunition" är från början en amerikansk patriotisk låt från 1942, som skrevs som respons till attacken mot Pearl Harbor.

## Låtlista
Alla låtar är skrivna och komponerade av Serj Tankian, om inte annat anges. 
| Nr  | Titel                                                      | Längd |
| --- | ---------------------------------------------------------- | ----- |
| 1.  | Empty Walls                                                | 3:49  |
| 2.  | The Unthinking Majority                                    | 3:46  |
| 3.  | Money                                                      | 3:53  |
| 4.  | Feed Us                                                    | 4:31  |
| 5.  | Saving Us (med Ani Maldjian)                               | 4:41  |
| 6.  | Sky Is Over                                                | 2:57  |
| 7.  | Baby                                                       | 3:31  |
| 8.  | Honking Antelope                                           | 3:50  |
| 9.  | Lie Lie Lie (med Ani Maldjian)                             | 3:33  |
| 10. | Praise the Lord and Pass the Ammunition                    | 4:23  |
| 11. | Beethoven's C*** (Beethoven's C**t eller Beethoven's Cunt) | 3:13  |
| 12. | Elect the Dead                                             | 2:54  |

| 1. | Empty Walls             | 3:49 |
| 2. | The Unthinking Majority | 3:46 |
| 3. | Money                   | 3:53 |
| 4. | Feed Us                 | 4:31 |

| 5. | Saving Us (med Ani Maldjian) | 4:41 |
| 6. | Sky Is Over                  | 2:57 |
| 7. | Baby                         | 3:31 |
| 8. | Honking Antelope             | 3:50 |

| 9.  | Lie Lie Lie (med Ani Maldjian)                             | 3:33 |
| 10. | Praise the Lord and Pass the Ammunition                    | 4:23 |
| 11. | Beethoven's C*** (Beethoven's C**t eller Beethoven's Cunt) | 3:13 |
| 12. | Elect the Dead                                             | 2:54 |

| 13. | The Reverend King | 2:49 |

| 13. | The Reverend King        | 2:49 |
| 14. | Blue (Akustisk version)  | 2:45 |
| 15. | Falling Stars            | 3:05 |
| 16. | Lie Lie Lie (Musikvideo) | 3:33 |

| 13. | Blue (Akustisk version)        | 2:45 |
| 14. | Empty Walls (Akustisk version) | 3:46 |
| 15. | Feed Us (Akustisk version)     | 4:21 |
| 16. | Falling Stars                  | 3:05 |